# 徒翁

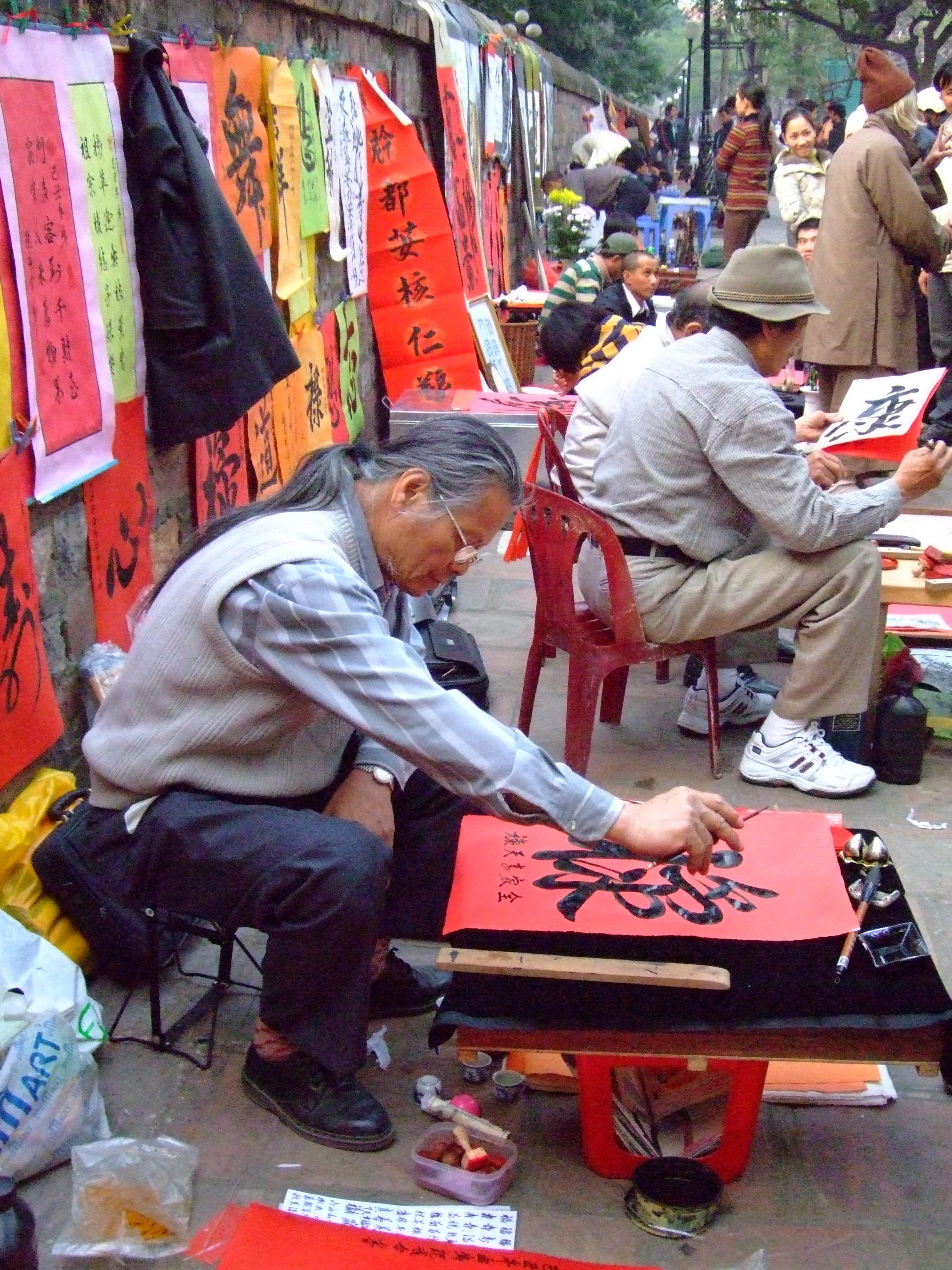
越南街頭的塗翁

徒翁（越南语：／; 越南语：／）是越南一種傳統漢字職業，替人書寫門聯或揮春，早期書法是以漢字和字喃為主，現代越南人也會糅合傳統書法，書寫拉丁化的越南文。
該行業在越文稱為「翁徒」，「翁」字一般指年過花甲的老翁，也是對男子的尊稱，每逢新年，這些老翁會在街頭擺攤，即席替人書寫。該職業也可以叫「偨徒」，其中thầy（偨）也是指男性，說明該職業一直由男性壟斷，但越南近年也有女性從事該職業，或稱為徒婆（越南语：／）。